# 探求Dreaming
「探求Dreaming」（たんきゅうドリーミング）は、新田恵海の楽曲。畑亜貴が作詞、Elements Gardenの上松範康が作曲を担当した。2作目のシングルとして、2015年2月18日にブシロードミュージックの内部レーベルであるemitsunレーベルから発売された。

## 背景とリリース
発売形態は通常盤（EMTN-10003）と生産限定盤（EMTN-10004）の2種類で、生産限定盤には表題曲「探求Dreaming」のミュージック・クリップを収録したDVDが付属する。本作は3作目のシングル「NEXT PHASE」と同時発売された。
「探求Dreaming」は、天城茉莉音役として出演したテレビアニメ『探偵歌劇 ミルキィホームズ TD』のタイアップ曲でエンディングテーマ曲に起用された。「大切な仲間たちに対する想い」が綴られた歌詞で、天城茉莉音の気持ちとともに、デビューした時期が近く、いろんな作品や番組で共演し、一緒に歩んできたという想いがあるミルキィホームズのメンバー4人との関係性にもつながることから新田自身の想いも重ねながら歌われている。「一緒に前へ進もう」と背中を押してくれる力強い曲になっている。
カップリング曲の「想いよ届け」は、PS Vita用ゲーム『ひとつ飛ばし恋愛V』のタイアップ曲でオープニングテーマ曲に起用された。演奏が進むにつれて、どんどん盛り上がっていく疾走感あふれる曲に仕上がっている。

## プロモーション
「探求Dreaming」と「NEXT PHASE」の発売を記念して、2015年2月から4月にかけてリリースイベントが開催された。長野県と札幌市でジャケットサイン会
、名古屋市と秋葉原でトーク&ミニライブ、大阪市と横浜市でトーク&サイン会が開催された。新田が声帯結節治療で歌唱を控えることになった影響で、当初はトーク&ミニライブが予定されていた大阪と横浜ではミニライブはサイン会に変更され、3月に開催予定だった秋葉原のイベントは4月に延期された。

## ミュージック・ビデオ
2014年12月12日にTOKYO MXで放送された月刊ブシロードTV第36回にて「探求Dreaming」のミュージック・ビデオが初公開された。

## メディアでの使用
探求Dreaming
テレビアニメ『探偵歌劇 ミルキィホームズ TD』のエンディングテーマ。
ラジオ番組『新田恵海のえみゅーじっく♪まじっく☆』のエンディングテーマ。
想いよ届け
PlayStation Vita用ゲーム『ひとつ飛ばし恋愛V』のオープニングテーマ。

## シングル収録トラック
| #         | タイトル                       | 作詞      | 作曲                        | 編曲                        | 時間  |
| --------- | ------------------------------ | --------- | --------------------------- | --------------------------- | ----- |
| 1.        | 「探求Dreaming」               | 畑亜貴    | 上松範康（Elements Garden） | 岩橋星実（Elements Garden） | 4:30  |
| 2.        | 「想いよ届け」                 | rihoco    | 喜多智弘（Elements Garden） | 喜多智弘                    | 3:41  |
| 3.        | 「探求Dreaming」(Instrumental) |           |                             |                             | 4:30  |
| 4.        | 「想いよ届け」(Instrumental)   |           |                             |                             | 3:41  |
| 合計時間: | 合計時間:                      | 合計時間: | 合計時間:                   | 合計時間:                   | 16:22 |

| #  | タイトル                     | 作詞 | 作曲・編曲 |
| -- | ---------------------------- | ---- | ---------- |
| 1. | 「探求Dreaming」(Music Clip) |      |            |

## 収録アルバム
- EMUSIC（#1）